# Chesapeake City
Chesapeake City é uma cidade  localizada no estado americano de Maryland, no Condado de Cecil.

## Demografia
Segundo o censo americano de 2000, a sua população era de 787 habitantes.
Em 2006, foi estimada uma população de 810, um aumento de 23 (2.9%).

## Geografia
De acordo com o United States Census Bureau tem uma área de
1,9 km², dos quais 1,5 km² cobertos por terra e 0,4 km² cobertos por água.

## Localidades na vizinhança
O diagrama seguinte representa as localidades num raio de 16 km ao redor de Chesapeake City.